# アイラヴマコーネン
アイラヴマコーネン（iLoveMakonnen、本名: Makonnen Sheran、1989年4月12日 - ）は、アメリカ合衆国・ジョージア州アトランタ出身のミュージシャン、ラッパー、歌手、ソングライター、音楽プロデューサー。
2014年の楽曲「Tuesday」と同曲のドレイクのリミックスでブレイクし、その後は故リル・ピープとのコラボレーションなどで知られている。独特の歌声と内省的なリリックを特徴とし、独自のファンベースを築いている。

## 生い立ち
1989年4月12日にアメリカ合衆国カリフォルニア州ロサンゼルスで生まれる。マコーネンはエチオピア系の姓によくある名前だがエチオピアと関係性はなく、母の好みでつけられた。彼はインタビューでアフリカ系アメリカ人、インディアン、アイルランド、ベルギー、ドイツ、中国の混血であると述べている。また、マコーネンの祖母はオペラ歌手だった。
マコーネンが13歳の時に両親が離婚し、アトランタに移る。アトランタでできた親友を銃の事故で亡くし、さらに別の友人が車中で亡くなった際には不当な過失致死罪で有罪判決を受け5年間の保護観察処分を受ける。裁判所の命令で2年間足首にモニターを付けられ、母親の家での自宅軟禁を余儀なくされた。

## 来歴

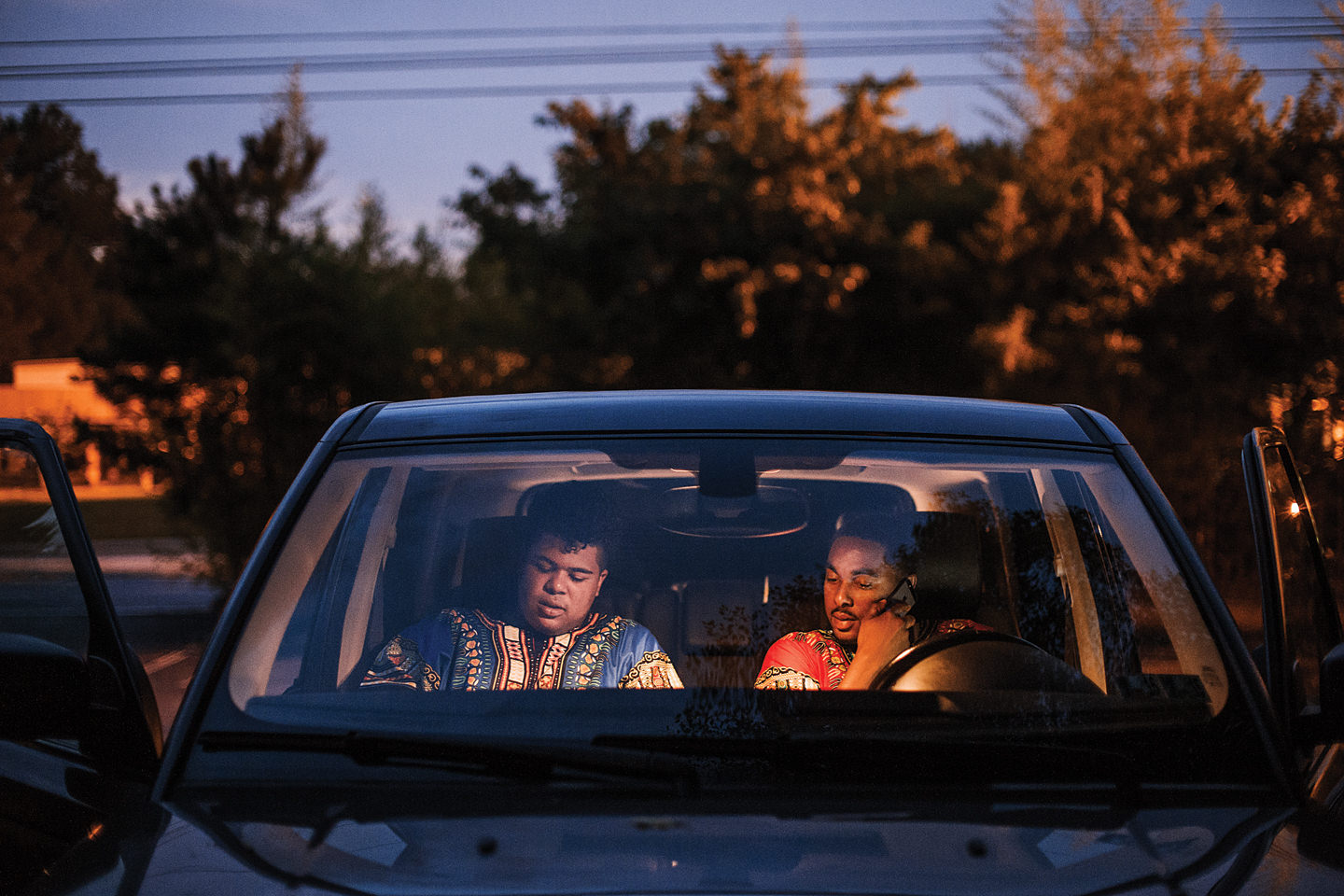
The Faderの撮影でのアイラヴマコーネン（左）（2014年）

2008年の保護観察中に自宅でソングライティングやレコーディングを学び、MySpaceに曲をアップロードし多くのデモやEPを発表し始める。
2014年6月27日、Ep『I Love Makonnen EP』を自主制作でリリースする。収録された「Tuesday」（チューズデイ）がアンダーグラウンドで話題になり、マイリー・サイラスがお気に入りの曲としてインスタグラムで紹介するなどして徐々に知名度を上げていった。8月にドレイクからリミックスをしたいとコンタクトがあり半信半疑で「Tuesday」のインストを送ったところ、2日後に「ILOVEMAKONNEN - Tuesday Feat. Drake」としてドレイクがサウンドクラウド上で発表、それを初めて聞いたマコーネンは喜びのあまり腰を抜かして涙した。その後すぐにドレイクのレーベルであるOVO Soundと契約を果たす。ドレイクがフィーチャリングアーティストとして参加したことで「Tuesday」の人気は急上昇し10月にはBillboard Hot 100にチャートイン、11月には最高12位までチャートを駆け上がった。第57回グラミー賞では最優秀ラップ/サング・コラボレーション賞にノミネートされた。
2016年4月18日、マコーネンはドレイクのレーベルOVO Soundを離れ、親会社であるWarner Bros. Recordsに移籍した。明確な理由は明かされなかったが、後にマコーネンはOVO Soundでドレイクや多くの関係者に脅されていたことを示唆している。
2017年夏にマコーネンはロンドンでリル・ピープとアルバムを制作するが、後にリル・ピープが薬物の過剰摂取で亡くなってしまう。 2018年8月17日、マコーネンはリル・ピープとの楽曲「Sunlight on Your Skin」を発表する。さらにこの曲の別バージョンとして、時期を同じくして亡くなったラッパーXXXTentacionが参加したリミックス「Falling Down」も発表された。
2019年1月、リル・ピープとの楽曲にフォール・アウト・ボーイがフィーチャリングで参加した「I've Been Waiting」がリリースされた。
2021年4月13日、ワーナーを離れインディー・アーティストとしてアルバム『My Parade』をリリースした。

## 人物
2017年1月20日に自身のTwitterでゲイであることを公表した。後にマコーネンは、このカミングアウトによって周りから人が離れていったとインタビューで語っている。その頃にコラボを持ちかけてきたのが、自身もバイセクシャルであることを公表していたリル・ピープだった。Instagramの投稿などからリル・ピープとは親密な関係であると思われていたが、リルピープの死後にマコーネンはインタビューで、あくまで親友という仲だったと述べている。

## ディスコグラフィ

### アルバム
- My Parade (2021年)

### EP
- I Love Makonnen EP (2014年)
- LoveMakonnen 2 (2015年)
- M3 (2019年)